# Station Blaton
Station Blaton is een spoorwegstation langs spoorlijn 78 (Doornik - Saint-Ghislain) in Blaton, een deelgemeente van de gemeente Bernissart.
Vroeger vertrok hier spoorlijn 79 (Blaton - Quevauchamps), spoorlijn 80 (Blaton - Bernissart) en spoorlijn 81 (Blaton - Aat). Deze spoorlijnen zijn allemaal opgebroken.
Sinds 1 juli 2013 zijn de loketten van dit station gesloten en is het een stopplaats geworden. Voor de aankoop van allerlei vervoerbewijzen kan men bij voorkeur terecht aan de biljettenautomaat die ter beschikking staat, of via andere verkoopskanalen.

## Treindienst
| Serie       | Treinsoort          | Route                                                                                                  | Bijzonderheden                                            |
| ----------- | ------------------- | --- | --------------------------------------------------------- |
| IC 25       | Intercity (NMBS)    | Moeskroen – Doornik – Blaton – Bergen – Charleroi-Centraal – Namen – Luik-Guillemins – Herstal – Liers | Rijdt in het weekend tussen Moeskroen en Liers.           |
| L 4650      | L-trein (NMBS)      | Quévy – Bergen – [ Blaton – Doornik – Moeskroen ] / [ Quiévrain ]                                      | Rijdt in het weekend tussen Bergen en Quiévrain.          |
| P 7560/8560 | Piekuurtrein (NMBS) | Bergen – [ Quiévrain ] / [ Blaton – Doornik ]                                                          | Rijdt alleen op werkdagen.                                |
| P 7580/8580 | Piekuurtrein (NMBS) | Aat – Bergen – Blaton – Doornik                                                                        | Rijdt alleen op werkdagen. Een trein verder naar Doornik. |
| P 7860/8860 | Piekuurtrein (NMBS) | Bergen – [ Quiévrain ] / [ Blaton – Doornik ]                                                          | Rijdt alleen op werkdagen.                                |

## Galerij

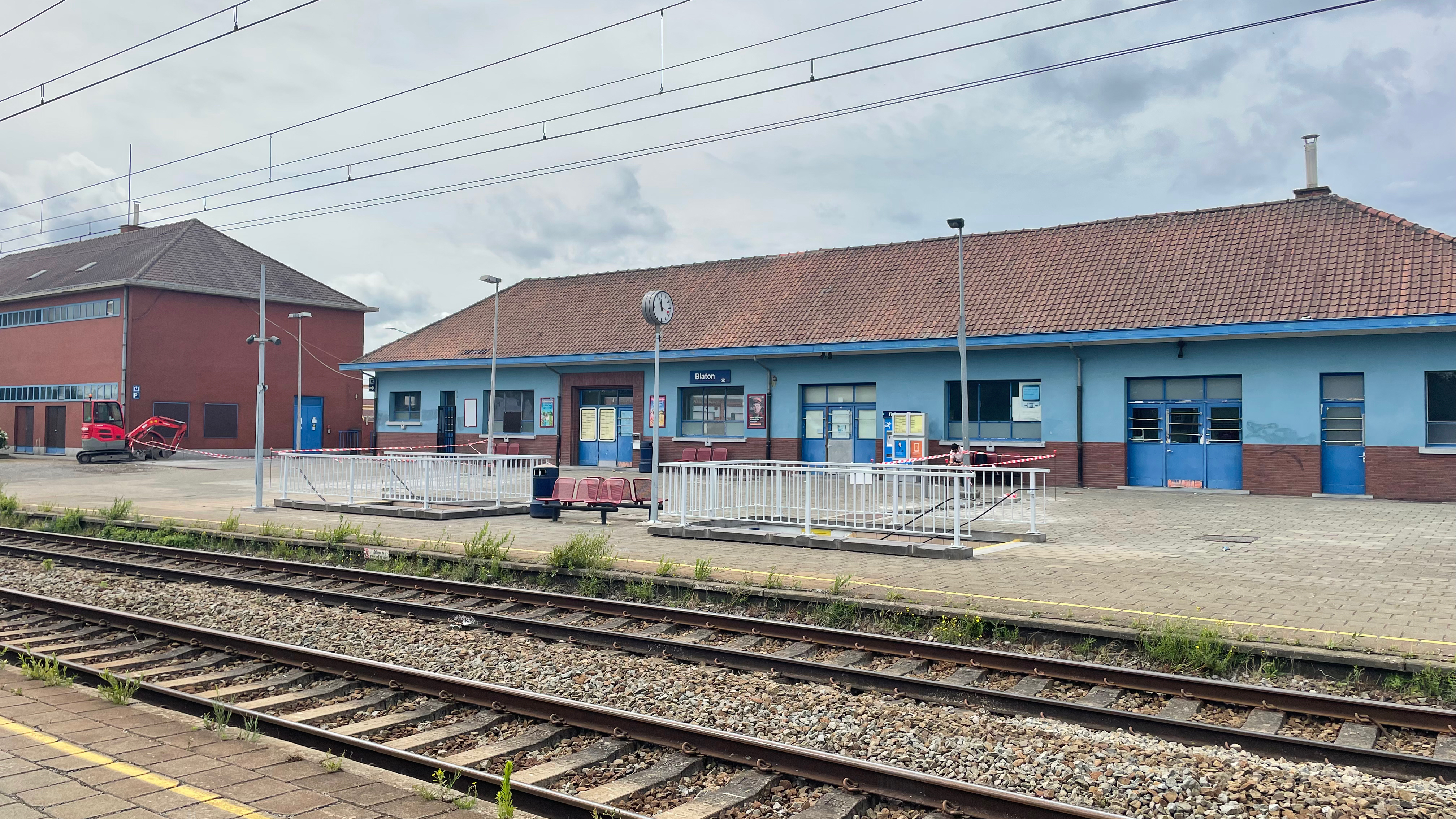
Het stationsgebouw
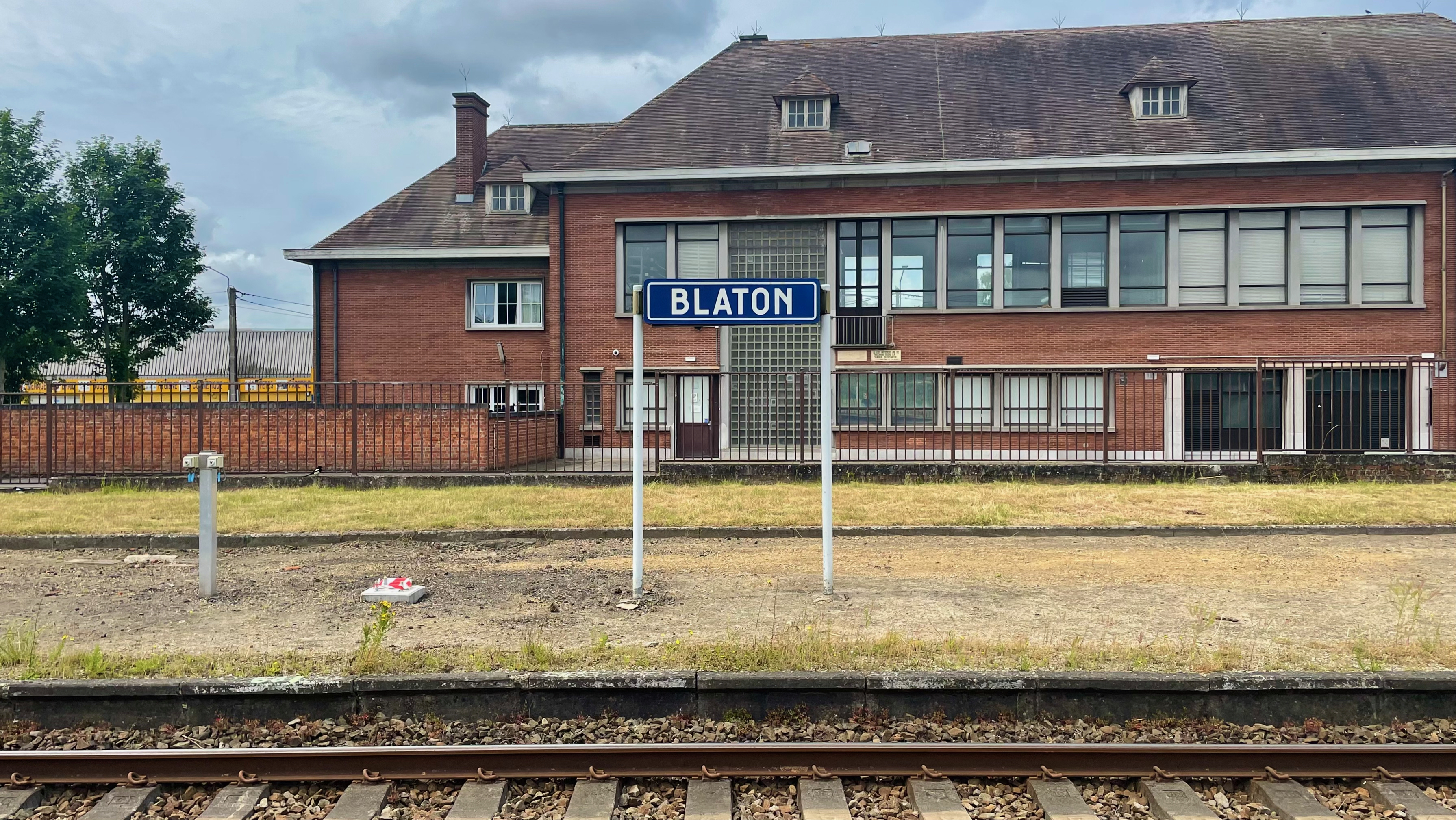
Plaatsnaambord
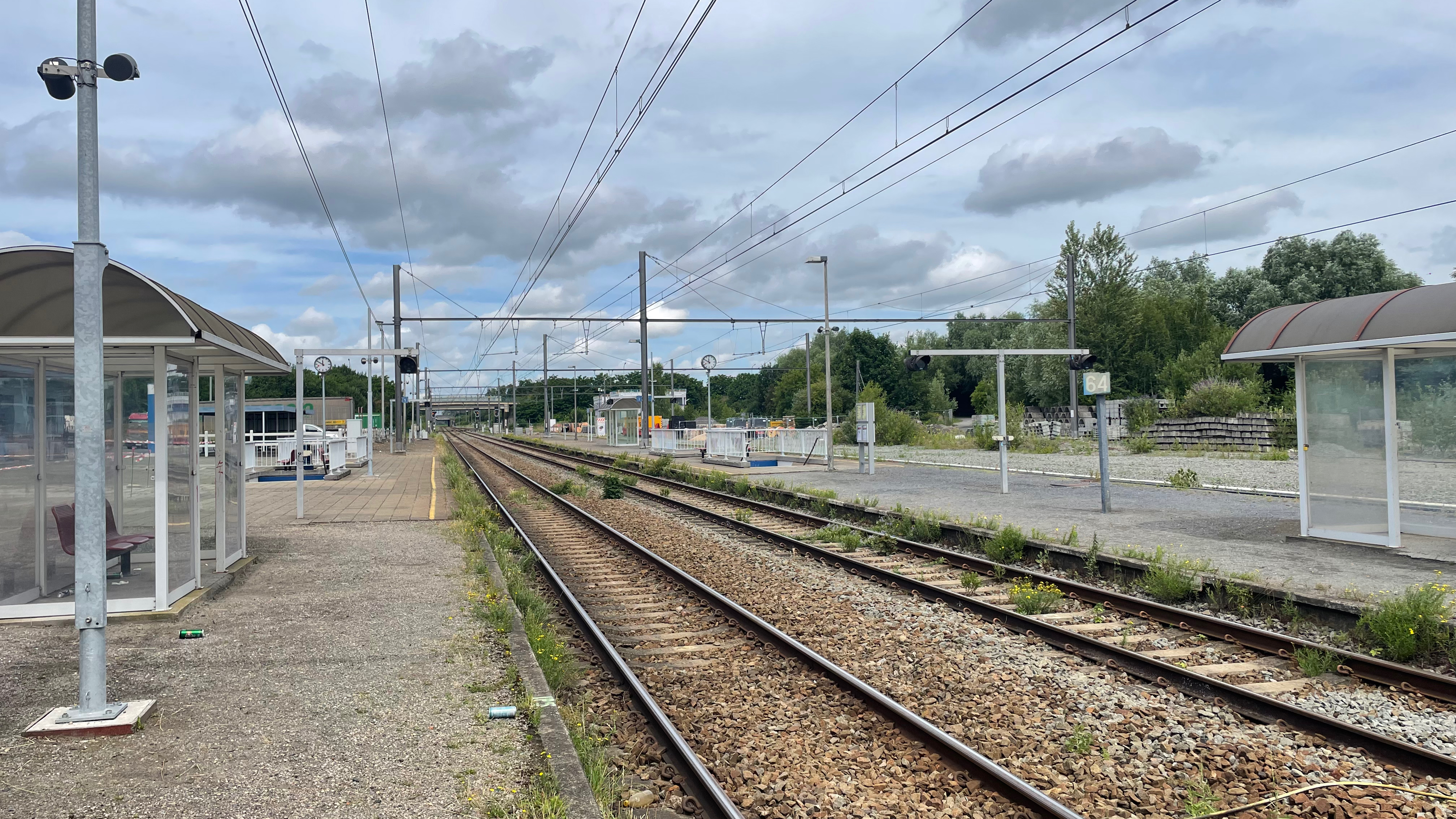
Zicht op het perron

## Reizigerstellingen
De grafiek en tabel geven het gemiddeld aantal instappende reizigers weer op een week-, zater- en zondag.
| Tabel: aantal instappende reizigers station Blaton | Tabel: aantal instappende reizigers station Blaton | Tabel: aantal instappende reizigers station Blaton | Tabel: aantal instappende reizigers station Blaton |
|                                                    | Weekdag                                            | Zaterdag                                           | Zondag                                             |
| -------------------------------------------------- | -------------------------------------------------- | -------------------------------------------------- | -------------------------------------------------- |
| 1977                                               | 1 082                                              | 181                                                | 103                                                |
| 1978                                               | 1 007                                              | 145                                                | 99                                                 |
| 1979                                               | 1 026                                              | 137                                                | 106                                                |
| 1980                                               | 1 056                                              | 191                                                | 130                                                |
| 1981                                               | 890                                                | 69                                                 | 44                                                 |
| 1982                                               | 1 144                                              | 175                                                | 164                                                |
| 1983                                               | 1 198                                              | 180                                                | 164                                                |
| 1984                                               | 1 091                                              | 209                                                | 185                                                |
| 1985                                               | 894                                                | 276                                                | 240                                                |
| 1986                                               | 1 035                                              | 197                                                | 183                                                |
| 1987                                               | 935                                                | 165                                                | 136                                                |
| 1988                                               | 1 119                                              | 232                                                | 180                                                |
| 1989                                               | 970                                                | 154                                                | 164                                                |
| 1990                                               | 707                                                | 213                                                | 174                                                |
| 1991                                               | 764                                                | 232                                                | 204                                                |
| 1992                                               | 786                                                | 192                                                | 117                                                |
| 1993                                               | 641                                                | 192                                                | 170                                                |
| 1994                                               | 766                                                | 172                                                | 200                                                |
| 1995                                               | 703                                                | 181                                                | 166                                                |
| 1996                                               | 771                                                | 222                                                | 177                                                |
| 1997                                               | 623                                                | 181                                                | 149                                                |
| 1998                                               | 696                                                | 160                                                | 164                                                |
| 1999                                               | 553                                                | 160                                                | 174                                                |
| 2000                                               | 595                                                | 175                                                | 132                                                |
| 2001                                               | 566                                                | 140                                                | 132                                                |
| 2002                                               | 513                                                | 148                                                | 152                                                |
| 2003                                               | 519                                                | 154                                                | 113                                                |
| 2004                                               | 458                                                | 176                                                | 130                                                |
| 2005                                               | 560                                                | 168                                                | 170                                                |
| 2006                                               | 522                                                | 175                                                | 218                                                |
| 2007                                               | 537                                                | 204                                                | 195                                                |
| 2008                                               | -                                                  | -                                                  | -                                                  |
| 2009                                               | 546                                                | 180                                                | 201                                                |
| 2010                                               | -                                                  | -                                                  | -                                                  |
| 2011                                               | -                                                  | -                                                  | -                                                  |
| 2012                                               | 667                                                | 181                                                | 171                                                |
| 2013                                               | 587                                                | 178                                                | 163                                                |
| 2014                                               | 697                                                | 231                                                | 183                                                |
| 2015                                               | 516                                                | 140                                                | 141                                                |
| 2016                                               | 591                                                | 137                                                | 131                                                |
| 2017                                               | 527                                                | 163                                                | 150                                                |
| 2018                                               | 504                                                | 147                                                | 148                                                |
| 2019                                               | 536                                                | 190                                                | 141                                                |
| 2020                                               | 390                                                | 113                                                | 137                                                |
| 2021                                               | -                                                  | -                                                  | -                                                  |
| 2022                                               | 479                                                | 212                                                | 140                                                |
| 2023                                               | 508                                                | 221                                                | 164                                                |
| 2024                                               | 523                                                | 328                                                | 258                                                |

0,0: Saint-Ghislain ·
2,6: Boussu-Haine ·
4,6: Hautrage ·
8,4: Ville-Pommerœul ·
11,1: Harchies ·
14,6: Blaton ·
16,5: Basècles-Groeven ·
20,3: Péruwelz ·
25,3: Callenelle ·
28,5: Maubray ·
32,5: Antoing ·
35,2: Vaulx ·
39,0: Doornik
0,0: Blaton ·
Quevaucamps-Route ·
Quevaucamps-Place ·
3,0: Quevaucamps
0,0: Blaton ·
2,3: Grande Bruyère ·
4,2: Bernissart
0,0: Blaton ·
2,3: Grandglise ·
3,6: Stambruges ·
6,1: Ecacheries ·
7,9: Beloeil ·
10,5: Huissignies ·
11,8: Ladeuze ·
14,2: Ormeignies ·
17,5: Irchonwelz ·
19,4: Aat